# Claudio Zaidan
Claudio Scaff Zaidan (Uberaba, 8 de outubro de 1960) é um comentarista esportivo e político brasileiro.
Atualmente, trabalha no Grupo Bandeirantes de Comunicação.
Foi vencedor do Troféu ACEESP - Associação dos Cronistas Esportivos do Estado de São Paulo em 2014, 2015, 2016, 2017, 2018, 2019, 2020 e 2021, 2022 e 2023.

## Carreira
Iniciou a carreira no rádio esportivo da sua cidade natal. Também trabalhou em Santos e em São Paulo.
Atuou por três anos na Rádio Jovem Pan entre 1988 e 1991, passou pela Trianon, antes de chegar à Rádio Bandeirantes, em 1994. Ficou por cinco anos na emissora, saiu e voltou para Bandeirantes em 2001.
Em 2006, comentou a apuração da votação para presidente da República, entrevistando sociólogos, políticos e jornalistas.
Marcou época com o programa Bandeirantes A Caminho do Sol, apresentado nas madrugadas, onde ficou até 2007.
Participou da Coluna Campo Livre, no portal UOL.
Em 2015, fez o prefácio do capítulo VI (A inspiração de tudo) do livro Os Mestres do Espetáculo, sobre os maiores narradores esportivos da história do rádio brasileiro. O capítulo homenageava o locutor esportivo Fiori Gigliotti.
"Ele conseguia dar a narrativa, um tom poético. O Fiori usava figuras de linguagens, metáforas e tornava a narração muito prazerosa. Ele dava ao jogo um tom de espetáculo".
Em 2019, passa a ocupar a bancada do programa Jornal Gente.
Em 1 de junho de 2020, passa a apresentar, junto com Ronald Gimenes, o Bandeirantes Acontece.

## Prêmios
Integra o Hall dos Notáveis do Troféu ACEESP (Associação dos Cronistas Esportivos do Estado de São Paulo), por chegar à conquista do Troféu em 10 ocasiões.
| Ano  | Prêmios                                                                    | Categoria             | Resultado | Ref.   |
| ---- | -------------------------------------------------------------------------- | --------------------- | --------- | ------ |
| 2013 | Troféu ACEESP (Associação dos Cronistas Esportivos do Estado de São Paulo) | Comentarista de Rádio | Indicado  | [ 19 ] |
| 2014 | Troféu ACEESP (Associação dos Cronistas Esportivos do Estado de São Paulo) | Comentarista de Rádio | Venceu    | [ 20 ] |
| 2015 | Troféu ACEESP (Associação dos Cronistas Esportivos do Estado de São Paulo) | Comentarista de Rádio | Venceu    | [ 6 ]  |
| 2016 | Troféu ACEESP (Associação dos Cronistas Esportivos do Estado de São Paulo) | Comentarista de Rádio | Venceu    | [ 21 ] |
| 2017 | Troféu ACEESP (Associação dos Cronistas Esportivos do Estado de São Paulo) | Comentarista de Rádio | Venceu    | [ 22 ] |
| 2018 | Troféu ACEESP (Associação dos Cronistas Esportivos do Estado de São Paulo) | Comentarista de Rádio | Venceu    | [ 23 ] |
| 2019 | Troféu ACEESP (Associação dos Cronistas Esportivos do Estado de São Paulo) | Comentarista de Rádio | Venceu    | [ 24 ] |
| 2020 | Troféu ACEESP (Associação dos Cronistas Esportivos do Estado de São Paulo) | Comentarista de Rádio | Venceu    | [ 25 ] |
| 2021 | Troféu ACEESP (Associação dos Cronistas Esportivos do Estado de São Paulo) | Comentarista de Rádio | Venceu    | [ 12 ] |
| 2022 | Troféu ACEESP (Associação dos Cronistas Esportivos do Estado de São Paulo) | Comentarista de Rádio | Venceu    | [ 26 ] |
| 2023 | Troféu ACEESP (Associação dos Cronistas Esportivos do Estado de São Paulo) | Comentarista de Rádio | Venceu    | [ 14 ] |